# 中国グランプリ (ロードレース)

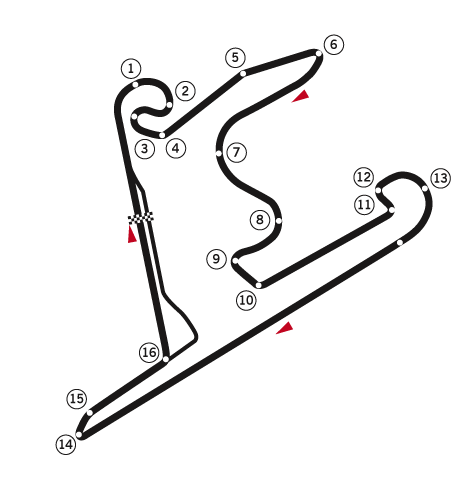
上海インターナショナルサーキット

中国グランプリ（中国GP、Chinese Grand Prix ）は、2005年から2008年までロードレース世界選手権の一戦として中華人民共和国の上海インターナショナルサーキットにて開催されたオートバイレースのイベントである。

## 歴代優勝者
| 年   | サーキット | 125cc                    | 250cc                | MotoGP                 | 結果 |
| ---- | ---------- | ------------------------ | -------------------- | ---------------------- | ---- |
| 2005 | 上海       | マティア・パシーニ       | ケーシー・ストーナー | バレンティーノ・ロッシ | 詳細 |
| 2006 | 上海       | ミカ・カリオ             | エクトル・バルベラ   | ダニ・ペドロサ         | 詳細 |
| 2007 | 上海       | ルーカス・ペセック       | ホルヘ・ロレンソ     | ケーシー・ストーナー   | 詳細 |
| 2008 | 上海       | アンドレア・イアンノーネ | ミカ・カリオ         | バレンティーノ・ロッシ | 詳細 |